# Material Design
Material Design je designový jazyk vyvinutý společností Google v roce 2014. Je to grafický a designový standard, který Google později implementoval do celé řady svých aplikací, s cílem poskytnout uživateli napříč aplikacemi konzistentní prostředí a vzhled. Jak google uvedl, jejich nový design má být založený na "paper and ink", tedy asi vzhledem připomínat skutečný papír, na němž jsou věci namalované či vytisknuté s pomocí inkoustových barev.
Při tvorbě a vývoji moderních webových stránek a aplikací bývá Material Design použit na straně frontendu (Material Design Frontend - MDFrontend) – tedy v té části webové stránky nebo aplikace, kterou uživatel vidí v prohlížeči a se kterou interaguje. Existuje celá řada nástrojů a komerčních řešení, které Material Design zahrnují v rámci frontend frameworku (např. Material Design Bootstrap - MDBootstrap) a umožňují tak vývojářům snadnou a efektivní implementaci Material Designu do svých projektů.
Material Design klade důraz na jednoduchost a přehlednost. Na rozdíl od Flat Designu (plochého designu) pracuje se světlem a stíny (např. použitá tlačítka, dropdown seznamy, navigace apod. působí díky stínování plasticky). Material Design je dnes (2022) považován za designový standard v tvorbě pokročilých webů a webových aplikací.